# Starbuck (bande dessinée)
Pour les articles homonymes, voir Starbuck.
Starbuck est une série de bande dessinée belge créée par l'auteur Philippe Foerster, publiée de 1987 en 1991 dans Spirou et éditée de mars 1990 en décembre 1991 par les éditions de Dupuis.
Cette série est terminée.

## Description

### Synopsis
Les aventures et actions d'un marin a la retraite.

### Personnages
- Le capitaine Starbuck, le vieux loup
- Lulu, la fille adoptive du capitaine.
- Nathanael, le prophète
- Oswald , commerçant et ami de Starbuck
- Ralphie l'hippocampe au langage humain
- Othello un otarie
- Nicodème tristemoule un jeune homme
- le ravageur et son équipage
- La proue
- le golem caverne
- Le squale un serpent géant mi humaine
- Hagen et son équipage
- Mister Chapeau et Félix les siamois
- Shark un rival de Starbuck
- Hawk et son neveu pois chiche
- le narval géant
- les ours blancs et les manchots
- les pélicans
- Zefyro : un hispano
- Euphase Cagoulard et son équipage
- le marin chauve du tome 3
- les hommes anguilles
- les oiseaux prêtres
- les golems géants

## Analyse
Dans les années 1980, Philippe Foerster présente son projet sur la série d'aventure fantastique Starbuck à Philippe Vandooren, rédacteur en chef de Spirou, qui l'accepte et le fait signer le contrat de cinq albums. Il commence la première aventure Le Galion de minuit, publié en 1987 dans le magazine. Même année, Philippe Vandooren quitte le poste et devient directeur éditorial chez Dupuis, : après Le Cimetière des baleines (1990), la troisième aventure Le Réveil des oiseaux–prêtres s'arrête en 1991, parce que « les exigences de vente pour un album Dupuis-couleur était beaucoup plus hautes. Cela dit, rien n'a été fait non plus pour aider cette série à décoller. On n'a pas laissé le temps à la série de "prendre" », explique l'auteur.

## Publications

### Périodiques
Spirou
- Le Galion de minuit, du no 2588 au no 2596, 1987 ;
- Le Cimetière des baleines, du no 2705 au no 2714, 1990 ;
- Le Réveil des oiseaux–prêtres, du no 2777 au no 2788, 1991.

### Albums
- 1 Le Galion de minuit, Dupuis, mars 1990
Scénario et dessin : Philippe Foerster - Couleurs : Jean-Luc Cornette - (ISBN 2-8001-1725-7)[6]
- 2 Le Cimetière des baleines, Dupuis, octobre 1990
Scénario et dessin : Philippe Foerster - Couleurs : Jean-Luc Cornette - (ISBN 2-8001-1781-8)[7]
- 3 Le Réveil des oiseaux–prêtres, Dupuis, décembre 1991
Scénario et dessin : Philippe Foerster - Couleurs : Jean-Luc Cornette - (ISBN 2-8001-1889-X)[8]